# Philosophie éternelle
La philosophie éternelle ou philosophie pérenne (en latin : philosophia perennis) désigne la croyance qu'une certaine philosophie ancienne, originaire d'Égypte ou de Grèce, forme une tradition une et permanente, au-delà d'apparentes oppositions ou évolutions. Lorsque cette philosophie se confond avec une théologie, elle est aussi nommée antique théologie (prisca theologia).

## Origines
L'idée d'une prisca theologia (antique théologie) se développe à la Renaissance, dans le contexte du platonisme de Florence, chez des auteurs comme Marsile Ficin et Pic de la Mirandole. Il s'agit, dans une approche syncrétique, de présenter des sources antérieures au christianisme mais connues seulement à partir du XVe siècle, en particulier les fragments et hymnes orphiques, censés être l'inspiration du Timée, et les Hermetica soit comme issues de la révélation juive, par l'entremise notamment d'un enseignement de Moïse durant son séjour en Égypte, soit d'une forme de pré-révélation partielle autre que celle mosaïque,.
Déjà, le cardinal Nicolas de Cues (1401-1464), surnommé le Cusain, avait écrit deux livres importants pour le dialogue interreligieux : dans sa Cribratio Alcorani, il souligne la valeur positive du message de Mahomet, en particulier pour les peuples qui n'ont pas encore la maturité pour recevoir le message du Christ. Dans sa Pace fidei, le Cusain fait concorder monothéismes et polythéismes, sous l'égide d'un ''monosophisme'', une sagesse unique. L'idée d'une philosophia perennis est donc d'abord une idée qui émerge dans l'Église catholique.
L'expression philosophia perennis remonte à Augustinus Steuchus, dit Eugubinus (Agostino Steuco, de Gubbio, en Italie), qui a écrit De perenni philosophia en 1540. Steuco, né Guido degli Stuchi, était un chanoine régulier de Saint Augustin depuis 1513. C'était un grand orientaliste, responsable de la bibliothèque du Vatican en 1538. Dans son livre, il soutient que la théologie chrétienne repose sur des principes antérieurs à la Révélation chrétienne et universels. La pensée humaine est une.
Gottfried Wilhelm Leibniz rappelle que le livre d'Augustinus Steuchus s'efforce « d’accommoder les Anciens au christianisme », et il pense qu'on peut en tirer quelque chose de plus, et c'est dans cette intention qu'il fait de philosophia perennis une sorte de devise de son éclectisme. Il précise dans une lettre à Rémond, datant de 1714 :

« La vérité est plus répandue qu'on ne pense, mais elle est aussi enveloppée, et même affaiblie, mutilée, corrompue par des additions qui la gâtent ou la rendent moins utile. En faisant remarquer ces traces de la vérité dans les anciens (ou, pour parler plus généralement, dans les antérieurs), on tirerait l'or de la boue, le diamant de sa mine et la lumière des ténèbres ; et ce serait, en effet, perennis quaedam philosophia [une certaine philosophie éternelle]. »

## La Philosophie éternelled'Aldous Huxley
En 1945, Aldous Huxley (1894-1963) publia The Perennial Philosophy. Il rapproche les religions, les traditions d'Orient et d'Occident, à la recherche d'une pensée mondiale, à mi-chemin de la science et de la mystique. 

« Philosophie éternelle : l'expression a été trouvée par Leibniz. Mais la chose, cette métaphysique qui reconnaît qu'il y a une réalité qui est la substance même des choses matérielles, de la vie et de l'esprit ; cette psychologie qui voit dans l'âme quelque chose de semblable ou même d'identique à la réalité divine ; cette éthique qui place les buts de l'homme dans la connaissance d'un fondement transcendant et immanent à tous les êtres, cette chose est universelle et immémoriale. Les rudiments de la philosophie éternelle peuvent être trouvés dans les savoirs des peuples primitifs de toutes les régions du monde, et, sous sa forme la plus développée, elle a une place dans les plus grandes religions. »

## Le pérennialisme
Une école de pensée, axée sur l'ésotérisme, fondée par René Guénon vers 1910, se rattache à l'idée de philosophia perennis. On l'appelle pérennialisme ou «  traditionnisme  ». Les auteurs (René Guénon, Julius Evola, Ananda Coomaraswamy, Frithjof Schuon…) croient en une « Tradition perpétuelle et unanime révélée tant par les dogmes et les rites des religions orthodoxes que par la langue universelle des symboles initiatiques » : c'est la Tradition Primordiale.

## La psychologie éternelle de Ken Wilber
Ken Wilber, théoricien américain relevant de la psychologie transpersonnelle, en 1975, écrivit un article intitulé Psychologia Perennis.

« L'Occident a connu une explosion d'intérêt pour ce qu'Aldous Huxley a appelé philosophia perennis, la philosophie éternelle, doctrine universelle de la nature de l'homme et de la réalité présente au cœur de toutes les traditions métaphysiques majeures... Ce que l'on sait moins, toutefois, est qu'il existe, parallèlement à la philosophie éternelle ou pérenne, ce que j'aimerais appeler la « psychologie pérenne », c'est-à-dire une vision universelle de la nature de la conscience humaine... Au cœur de ce modèle du « Spectre de la Conscience », il y a l'affirmation que la personnalité humaine est une manifestation ou une expression à multiples niveaux d'une conscience unique. »

### Textes
- Agostino Steuco, De perenni philosophia, Lyon, S. Gryphius, 1540, 628 p. Rééd. New York, 1972, préface Charles B. Schmitt.
- Aldous Huxley, La philosophie éternelle. Philosophia perennis (1945), trad., Seuil, coll. « Points Sagesses », 1977, 373 p.
- Frithjof Schuon, De l'unité transcendante des religions (1948), Sulliver, 2000, 199 p.
- Bhagwan Shree Rajneesh (= Osho), Philosophia perennis. Osho speaking on the Golden Verses of Pythagoras (1966), Osho International Foundation, 1982, 2 vol.
- Georges Vallin, Lumière du non-dualisme, chap. « Réflexions sur la notion de philosophie éternelle », Presses Universitaires de Nancy, 1987.
- Charles Eden, Une philosophie éternelle, auto-édition, 2020.

### Études
- D. P. Walker, « The Prisca Theologia in France », Journal of the Warburg and Courtauld Institutes, XVII (1954), p. 204-259 JSTOR:750320.
- C. B. Schmitt, « Perennial philosophy from Agostino Steuco to Leibniz », in Journal of the history of Ideas, XXVII, 1966 JSTOR:2708338.
- G. Di Napoli, « Il concetto di philosophia perennis di Agostino Steuco nel quadro della tematica rinascimentale », in Filosofia e cultura in Umbria tra Medievo e Rinascimento, Pérouse, 1967.
- Satareh Houman, De la Philosophia perennis au Pérennialisme américain, Archè, Milan, 2010, 622 p.
- Sedgwick, Mark J., Contre le monde moderne : le traditionalisme et l'histoire intellectuelle secrète du XXe siècle , Dervy, Paris, 2018, 396 p.